# Bizoviški potok
Bizoviški potok je 20 metrov dolg potok, ki se v bližini Bizovika kot desni pritok izliva v Ljubljanico. 
Skozi Bizovik pa teče Bizovski potok.